# Swakopmund
Swakopmund es una ciudad de Namibia, situada en la costa atlántica, al oeste del país. Tiene  una población de unos 35.000 habitantes. Destaca su arquitectura de estilo colonial alemán. Fue fundada en 1892 como puerto principal del África del Sudoeste Alemana.
Es el primer balneario de Namibia y es uno de los ejemplos mejor conservados de la arquitectura colonial alemana en el mundo. Es uno de los pocos sitios fuera de Europa o las Américas donde una minoría importante de la población habla alemán y tiene raíces alemanas.
La ciudad está en el camino B2 y el Ferrocarril Trans-Namib de Windhoek a Walvis Bay. Cuenta también con un aeropuerto.
Los edificios notables en la ciudad incluyen la prisión Altes Gefaengnis, diseñada por Heinrich Bause en 1909. El Woermannhaus, construido en 1906 con una torre prominente, es ahora un museo militar.
Las atracciones en Swakopmund incluyen un museo de transporte, el Acuario Marítimo Nacional, una galería de cristal y dunas de arena espectaculares cerca de Langstrand al sur del río Swakop. La ciudad es reconocida para deportes extremos. Cerca a ella se encuentra una granja de camellos y la locomotora de vapor Martin Luther de 1896, abandonada en el desierto.

## Nombre
La mayoría de ciudades y pueblos en Namibia se establecieron junto a asentamientos indígenas y muy a menudo cerca de fuentes del agua. Los nombres de los sitios dados por los habitantes originales eran muy descriptivos y en muchos casos aquellos nombres fueron retenidos por pobladores europeos, que a veces simplificaban pronunciaciones de los nombres. La palabra Nama "Tsoakhaub" puede ser traducida como "apertura de excremento", lo cual era una descripción ofensiva pero exacta de las aguas del Río Swakop cuando se desbordó, llevando masas de barro, arena, los pedazos de la vegetación y animales muertos al Océano Atlántico.
El nombre de Nama fue cambiado a "Swachaub" por pobladores alemanes y, con la proclamación de Swakopmund como un distrito independiente de África del Sudoeste alemana en 1896, el modo actual de escribir Swakopmund (que significa Boca del Swakop en alemán) entró en uso.

## Historia
Swakopmund fue fundada en 1892 por el capitán Curt von François, debido al creciente tráfico entre Alemania y su colonia África del Sudoeste Alemana, pues el único puerto existente, Walvis Bay, situada 33 kilómetros más al sur, era posesión del Reino Unido.
Swakopmund creció rápidamente al ser el principal puerto de todo el territorio y recibió el estatus de municipio en 1909. Muchas compañías de exportación e importación abrieron agencias en la ciudad. Después de la Primera Guerra Mundial todas las actividades fueron trasferidas a Walvis Bay, con lo que muchas empresas cerraron y la población disminuyó rápidamente.
A finales del siglo XX la ciudad ha visto resurgir su economía debido al incremento del turismo.

## Clima
Rodeada por el Desierto de Namib por tres de sus lados y las aguas frías del Atlántico al oeste, Swakopmund disfruta de un clima templado. La temperatura media se extiende entre 15 °C (59 °F) a 25 °C (77 °F). La precipitación es menos de 15 mm por año, lo que causa que los canales y caños del desagüe de los edificios sea una rareza. La fría corriente de Benguela proporciona humedad al área en la forma de niebla que puede alcanzar distancias tan extensas como 140 kilómetros (87 mi) tierra adentro. La fauna y la flora del área se han adaptado a este fenómeno y ahora cuentan con la niebla como una fuente de humedad.

## Galería de imágenes

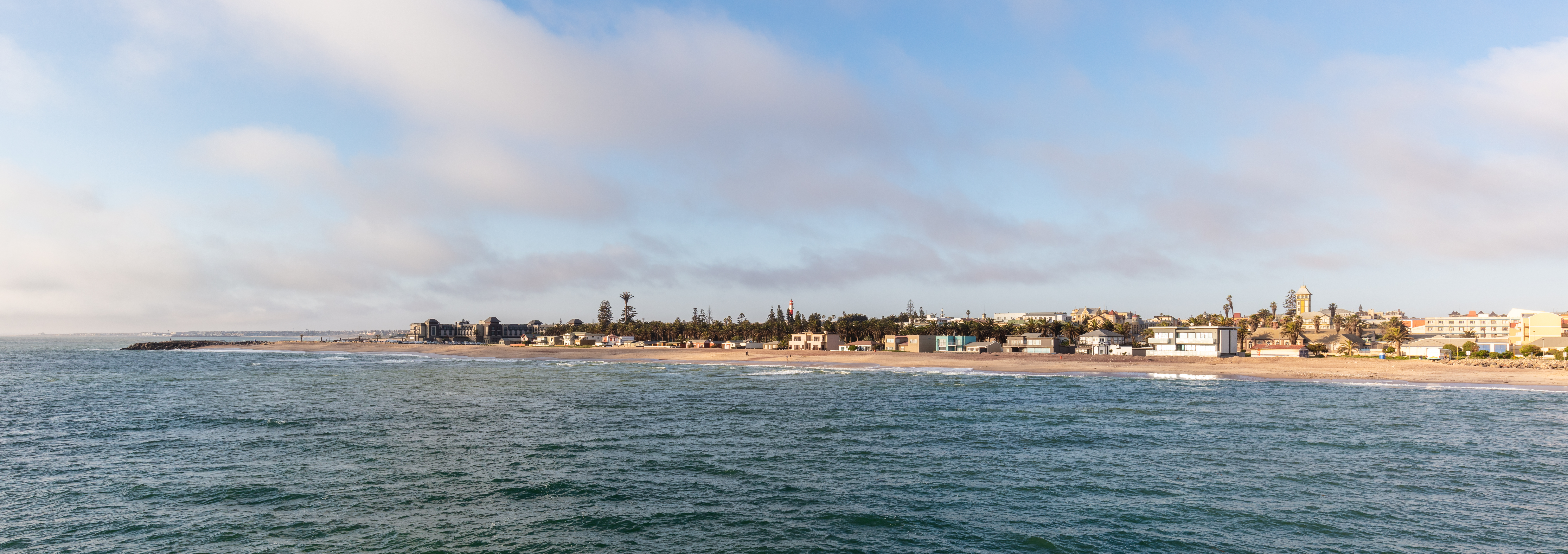
Vista de la costa.
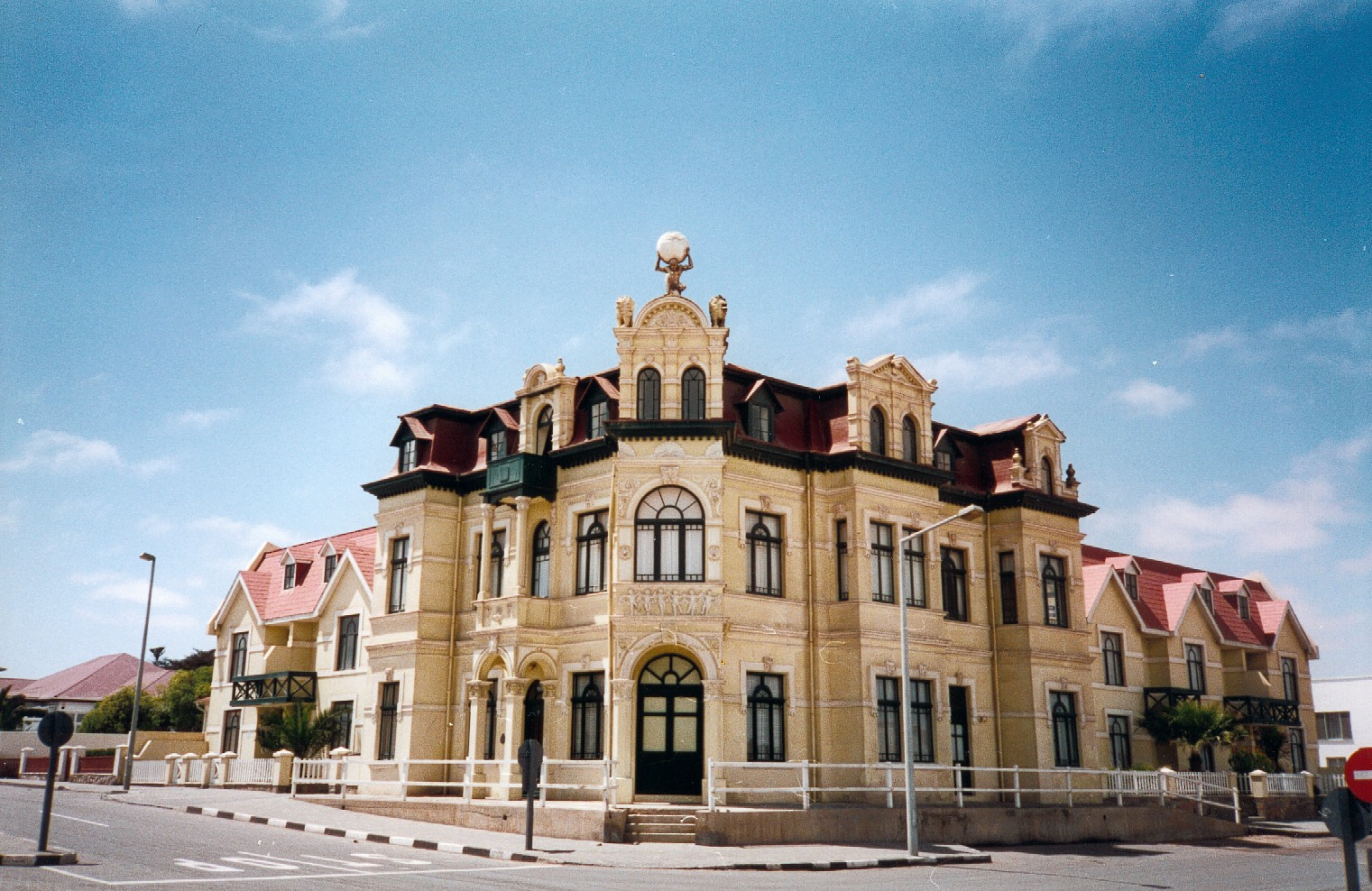
Casa Hohenzollernhaus.
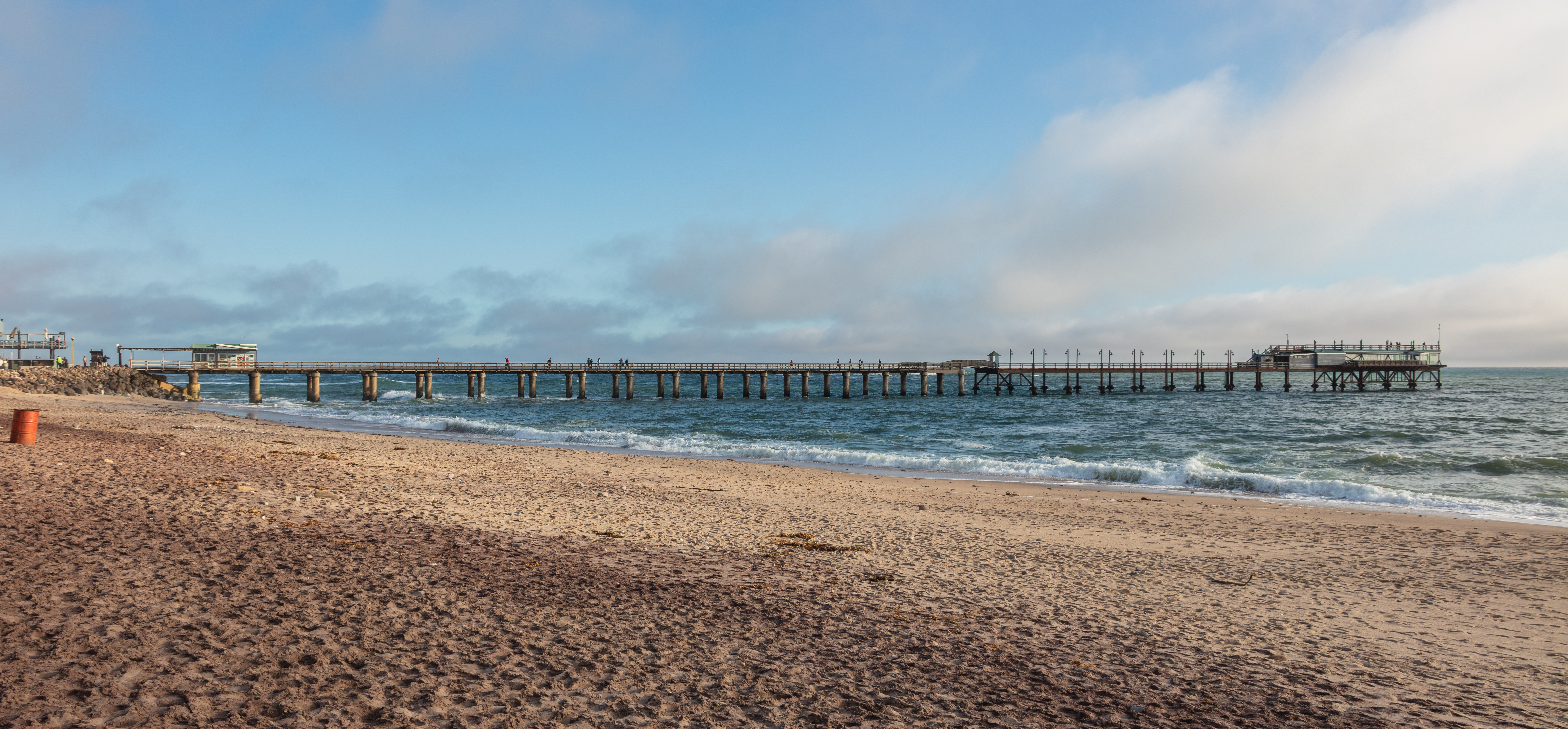
Embarcadero.
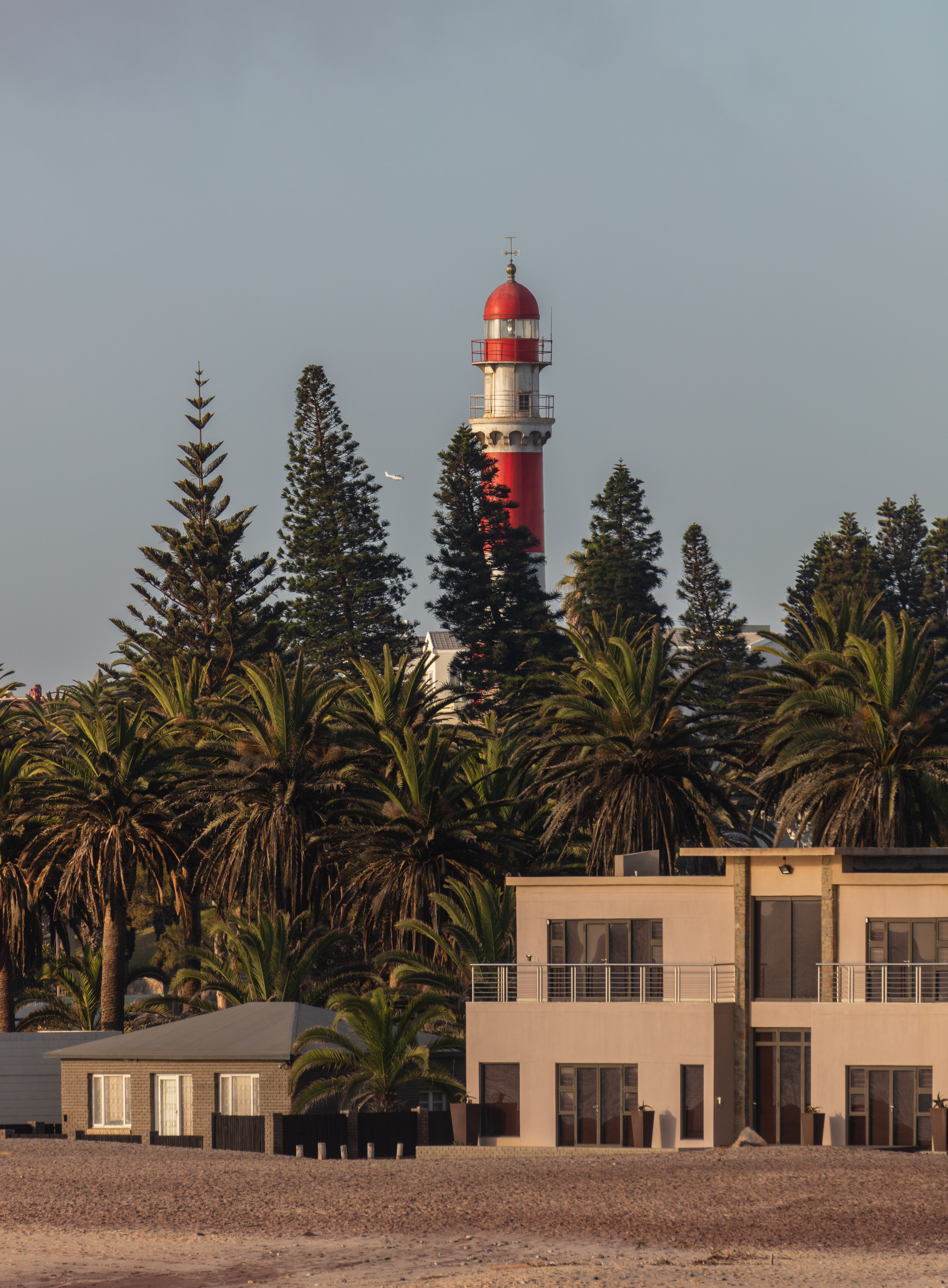
Faro.
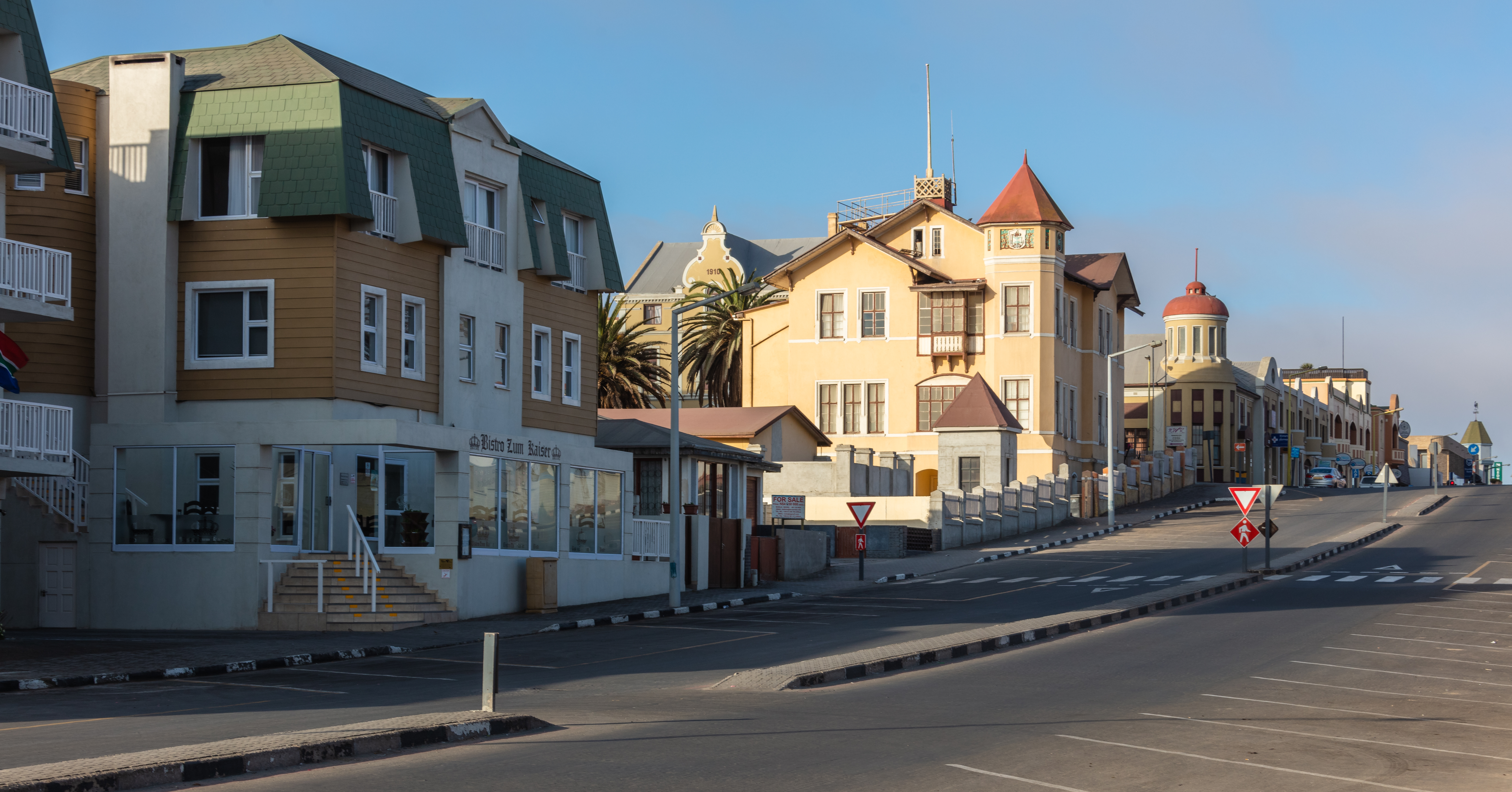
Sam Nujoma Ave.